# Bojana Kostka
Bojana Kostka (Kruševac, 24. jul 1979) srpska je dizajnerka noktiju specijalizovana za nail art i osnivač dva nova pravca u nail dizajnu — ekstremne forme i  tehnika. Osnivač je Kostka Nail System kozmetičkog brenda, član Svetskog udruženja za nokte (engl. World Nail Association), međunarodni edukator i jedna od 19 osoba sa Triple A sertifikatom za profesionalnog nokatnog tehničara. Imenovana je za jednu od najuspešnijih poslovnih žena Srbije u 2022. godini.

## Karijera

### Počeci
Bojana Kostka je rođena 1979. godine u Kruševcu. Svoju karijeru u industriji noktiju započela je 1999. godine kada je u rodnom gradu otvorila salon Harizma. Dok je radila u salonu, Kostka je obučila više od 500 ljudi za rad u salonu, od kojih su mnogi kasnije započeli sopstvene biznise.

### Ekstremne forme
Tokom 2006. godine, Kostka je počela da dizajnira svoje prve oblike noktiju koji su kasnije postali poznati kao Ekstremne forme. Nokti su bili karakteristični po svojoj dužini koja je nekada prelazila 30 centimetara, a dizajn je često sadržao lobanje, ručno rađene detalje i nakit. Ovaj stil se kasnije razvio u Stilleto Edge — duge nokte u obliku trostrane prizme sa oštrim ivicama. Inicijalno Bojanin dizajn nije naišao na pozitivne kritike, ali je s vremenom sve više privlačio avangardnu publiku.

### Priznanja i takmičenja
Bojanin rad i autorska dela našla su se na mnogim naslovnim stranama međunarodnih časopisa noktiju. Osvojila je prva mesta na više od 50 takmičenja.
Tokom 2013. godine, učestvovala je na takmičenju za dizajn noktiju Magic & Nails gde je osvojila trofej za najboljeg majstora Srbije. Ubrzo nakon toga prestala je da radi sa klijentima i okrenula se ka nail art-u, razvijala svoju tehniku i dizajnirala nove forme. Godine 2011. patentirala je svoje prve autorske forme — Stiletto Edge, Triangle, i Dragon. Potom je počela da putuje širom sveta i organizuje edukacije o ekstremnim formama. Tokom 2018. godine Kostka je kreirala još četiri nove forme: Lilith, Dagger, Edgeit, i Razor, i još sedam novih u 2019. godini — Nergal, Elatus, Behemoth, Abaddon, Kraken, Kiara, i Astaroth. Astaroth je kao nova forma premijerno prikazan na naslovnoj strani britanskog magazina Scratch u februarskom izdanju 2019. godine. Jedna od njenih studentkinja, mađarski nail artist Katalin Siksaj, postala je svetski šampion odnevši pobedu na 5. Svetskom takmičenju za nokte (engl. World Nail Championship) 2020. godine.
Nakon što je osvojila prvo mesto na Zagrebačkom velesajmu, Kostka je bila pozvana od strane organizatora da osmisli i organizuje prvo međunarodno takmičenje posvećeno dizajnu noktiju, pa je tako bila glavni organizator i sudija na takmičenjima organizovanim tokom 2015, 2016. i 2017. godine.  Sudila je i na brojnim drugim takmičenjima, uključujući Svetski šampionat 2015. godine u Veldenu u Austriji, gde je bila član žirija u kategoriji Sectio Aurea.

### tehnika
Paralelno sa razvojem ekstremnih formi, Kostka je razvila i tehniku modeliranja trodimenzionalnih elemenata, koje je kasnije koristila kao dekoracije za nokte i kao delove noktiju, a danas kreira i cele nokte koristeći tu tehniku zvanu casting.
S obzirom na to da proces kreiranja i dekoracije noktiju može da potraje i do 20 sati, Bojana se prebacila na kreiranje kalupa koji se mogu koristiti za kopiranje jednog dizajna za veći broj noktiju. Ovakav postupak ne zahteva čak ni da model bude prisutan — dizajn se može samostalno završiti i potom postaviti na ruke modela, a ukoliko se potom ukloni pažljivo, kastovani nokti se mogu ponovo iskoristiti. Upravo iz ovih razloga se nokti kreirani casting tehnikom prevashodno koriste za modne revije, spotove i filmove.

### Kostka Nail System
Tokom 2017. godine Kostka je osnovala sopstveni bred Kostka Nail System koji se fokusira na gelove za kreiranje ekstremnih formi, kao i na salonski nameštaj. Kostka Nail System takođe radi na kreiranju proizvoda i za studijski rad.
U februaru 2021. godine Kostka je organizovala novo međunarodno takmičenje posvećeno ekstremnim formama, pod nazivom World's Most Creative Nail Artist. Tema takmičenja bila je crni dijamant. Učešće na samom takmičenju se nije plaćalo, već su takmičari bili pozvani da doniraju novac udruženju za zaštitu prava životinja Levijatan, dok je nagrada za pobednika takmičenja bila u formi edukativnog seminara.
Bojana Kostka je u junu 2022. godine imenovana za jednu od 100 najuspešnijih žena preduzetnica u Srbiji. Nagradu je uručila Pošta Srbije koja je tokom marta i aprila te godine organizovala takmičenje za najuspešnije preduzetnice. Komisiju za izbor najboljih preduzetnica činile su predstavnica Banke Inteze Draginja Đurić, predsednica izvršnog odbora Dunav osiguranja Ivana Soković, dok je predsedavajuća komisije bila ministarka trgovine, turizma i telekomunikacija Tatjana Matić. Bojana, nail dizajnerka i vlasnica međunarodnog brenda Kostka Nail System koji trenutno posluje u 14 zemalja Evropske unije, SAD, UK i Srbiji, našla se na listi 100 najuspešnijih žena preduzetnica koje će dobiti podršku Pošte Srbije i Vlade Srbije u promociji njihovih proizvoda i usluga. Podrška uključuje i povoljne ugovore o distribuciji i različite oblike reklamiranja i promocije.
Novembra 2022. godine Bojana je bila jedna od dobitnica priznanja Balkan Business Women Awards. Dodelu nagrada je organizovao Focus Radio i Privredna komora Srbije s ciljem promocije ženskog preduzetništva, ekonomskog i socijalnog razvoja.

## Nagrade
| God. | Takmičenje/Organizator                         | Nagrada                                               | Ref.   |
| ---- | ---------------------------------------------- | ----------------------------------------------------- | ------ |
| 2013 | Treći otvoreni međunarodni šampionat (Beograd) | Kategorija                                            | [ 10 ] |
| 2013 | Treći otvoreni međunarodni šampionat (Beograd) | Najbolji majstor Srbije                               | [ 10 ] |
| 2014 | Dani Ljepote                                   |                                                       |        |
| 2016 | Svetsko udruženje za nokte (engl. )            |                                                       | [ 5 ]  |
| 2022 | Pošta Srbije                                   | Jedna od 100 najuspešnijih žena preduzentica u Srbiji | [ 6 ]  |
| 2022 | i Privredna komora Srbije                      |                                                       | [ 43 ] |

## Literatura
- „Ciudades Naturales para las Manos”. Manos (I изд.): 1. 2014.
- „El Metal se instala en tu Manicura”. Manos (VI изд.): 1. 2014.
- „Assortiment van LoveNess wordt wekelijks aangevuld'”. Nail&Fashion. 1: 29. 2017.
- „Zdobienie z aktadki”. Akademia Paznokcia: 94-96. 2018. ISSN 1734-8374.
- Fox, A (1. 7. 2020). „Extreme nail love in lockdown”. Scratch: 58-59.
- Hobday, E (1. 10. 2021). „L & P: The Ultimate Q&A”. Scratch: 43.

## Spoljašnje veze
- Zvanični veb-sajt